# Dryopteris kawakamii
Dryopteris kawakamii är en träjonväxtart som beskrevs av Bunzo Hayata. Dryopteris kawakamii ingår i släktet Dryopteris och familjen Dryopteridaceae. Inga underarter finns listade.